# تیم (بازیکن فوتبال)
البا ده پادوا لیما (انگلیسی: Tim; ۲۰ فوریهٔ ۱۹۱۵ – ۷ ژوئیهٔ ۱۹۸۴) با نام مستعار تیم بازیکن و مربی فوتبال اهل برزیل بود.
از باشگاه‌هایی که در آن بازی کرده‌است می‌توان به باشگاه فوتبال کورینتیانس، باشگاه ورزشی اتلتیکو جونیور، باشگاه فوتبال فلومیننزه، باشگاه ورزشی واسکو دوگاما، باشگاه فوتبال سائو پائولو، و باشگاه فوتبال بوتافوگو اشاره کرد.
وی همچنین در تیم ملی فوتبال برزیل بازی کرده‌است.